# Рокотовка
Ро́котовка — посёлок в Заводском районе Саратова.
Посёлок находится на окраине Заводского района. Основными магистралями являются Динамовская улица и одноимённые проезды.

## История
Село Рокотовка присутствует в списке населённых пунктов Саратовского уезда 1865 года.

## Кладбище

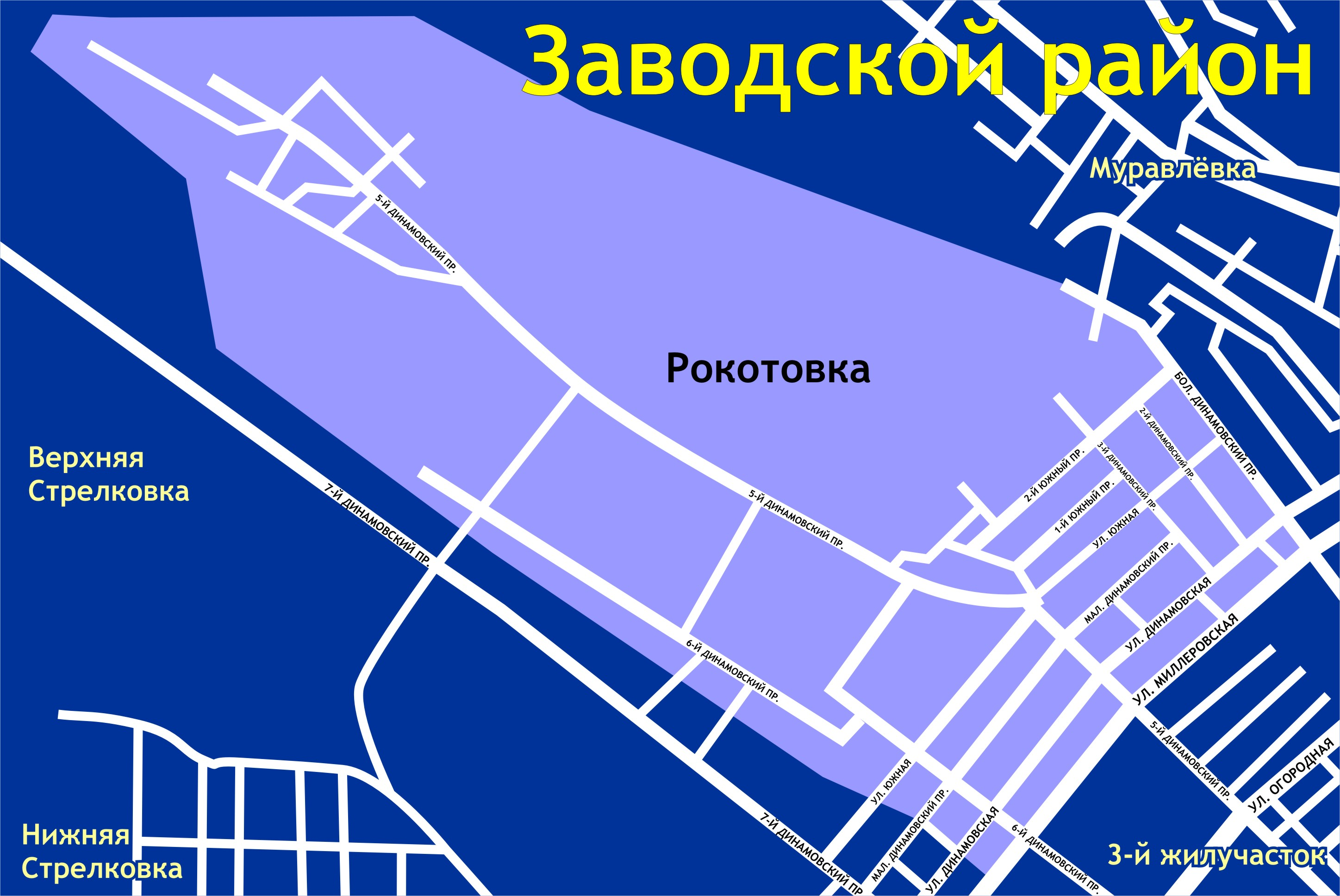
Рокотовка в составе Заводского района Саратова

В ущелье на территории посёлка находится несанкционированное кладбище. Неизвестно, когда именно оно появилось. Это кладбище считается криминальным и не соответствует никаким санитарным нормам. Расследование, которое должно было прояснить, как появилось кладбище, не удалось. Тем не менее, кладбище относительно благоустроено и считается некоторыми одним из самых красивых в городе.
8 октября 2009 года глава Саратова Вячеслав Сомов постановлением запретил погребение и подзахоронение в посёлке.

## Упоминания в литературе
- Возможно, село Рокотовка упоминается в романе Константина Федина «Необыкновенное лето»[5].
- Вероятно, посёлок Рокотовка стал прототипом одноимённого посёлка вымышленного города Тарасова (анаграмма Саратова) в повести современного писателя Марины Серовой «Выбор Клеопатры». В этой повести Рокотовка представляется окраиной Тарасова; кроме того, невдалеке от Рокотовки проходит линия трамвая № 9 и улица Усиевича, на которой находится конечная остановка этого трамвая. В реальном Саратове около Рокотовки также есть улица Усиевича с трамваем № 9.
- Посёлок упоминается в повести писателя Антона Тихолоза «Старик, посадивший лес»[6].
- Посёлок и его кладбище упоминаются в фэнтези-романе писателя Андрея Васильева "Новое назначение".

## Уроженцы села Рокотовка
- Виктор Бурдик (1868—1922) — химик, поэт и публицист[7].

## Прочее
Посёлок принадлежит к избирательному округу № 6 и судебному участку № 4 Заводского района..